# Cuacuila (Huauchinango)
Cuacuila KuaUkuila = «cima de gusanos», que es el nombre de Cuacuila en la lengua náhuatl es una localidad mexicana del municipio de Huauchinango en Puebla es una zona rural que cuenta con una diversidad natural, social, cultural y artesanal.

## Historia
No se tiene una fecha exacta de los primeros habitantes de la comunidad de Cuacuila, pero en consulta de los pobladores mayores de la comunidad, en el 1450 aproximadamente fue que se asentaron sus primeros pobladores.
El nombre de Cuacuila se origina por las características del lugar, donde habitaban gusanos de seda en la copa de los árboles en forma de capullos, proviniéndose de las raíces:

## Etimología
- Kua de «Tlakuak»: Encima, arriba (en este caso los árboles).
- Ukuila: gusanera gusanos (de seda).

Por lo que:
KuaUkuila = «cima de gusanos», que es el nombre de Cuacuila en la lengua náhuatl.
Durante su desarrollo se establecieron diversos nombres de terrenos por razones del lugar y ciertas características, tales como: Tlalnepantla', Tiankistenko, Tepenauak, Tlatempa, Ueyi u'tli, Tlaixko, Tonalixko, Sokiapa, Tiupankiauak, Kaltsalantli, Tlatlixtentli, Kuicoya, Kujchinanko atenko, Xaltepek u'tli, Kujpantunko, Xikal kujtla', Ume kujpantli, Uatsaptitla, Tankuchi, Tlamaya, Tlakomulko, Nakaltsi, Matsuntla, Tsauinko, Su'sukitla', Kuatlixtlauatl, Tla'kuyujko, Ixpancrutsin y Uatsaptitla.
Aquí se presentan los orígenes de los nombres de algunos lugares más importantes:
Tlalnepantla'
Tlali = tierra, suelo
Nepantla' = en medio, centro
TlalNepantla' = Esta zona se le llama por residir en medio de la montaña.
Tiankistenko
Tiankistli = plaza
Tenko = orilla, esquina, margen, borde etc.
TiankisTenko = Esta zona se le llamó porque se llevaba a cabo la plaza, de manera que en unas pequeñas orillas es establecían a comercializar sus productos.
Tepenauak
Tepetl = montaña
Nauak = junto, cerca
TepeNauak = Esta zona se le llama por estar cerca de una montaña.
Sokiapa
Sokitl = lodo
Kiapa = Sufijo utilizado para indicar que es un lugar.
Sokiapa = “lugar del lodo”.

## Cultura
La comunidad de Cuacuila ha sufrido transformaciones profundas: antiguamente la gente de Cuacuila hacia ofrendas, ritos y oraciones al Tlekuile (fogón), normalmente en la ocasión de algún matrimonio: ante el fogón se pedía a la novia y también se entregaba a su nueva familia. La "siuatlanki" (pedidora) hacia el ritual “hablando con la lumbre”, esta costumbre se fue perdiendo poco a poco por los años ochentas, y se fueron introduciendo otras costumbres como la tradicional “danza de violín y flores”, pan y cervezas. Actualmente Esta costumbre esta en vías de desaparecer, ya que mucha gente encuentra parejas de otros lugares y también por la introducción de información de otros lugares.
Antiguamente las casas eran construidos de zacate, carrizo y trozos de leña, progresivamente fueron apareciendo las casas de madera, siendo las llamadas villascali las mejores construidas, solo tenían acceso a este tipo de casas las personas adineradas. Posteriormente en la época de los 70 comenzó a aparecer las casas de adobe y a principios de los ochentas llegaron las casas de material. El quipo doméstico de la antigua Cuacuila eran de pocos objetos de modelo prehispánico, se usaban los productos fabricados de la región: chiquihuites, molcajetes, petates, cobijas, bancos rudimentarios, canastas, ayates, metate, costales, tres piedras para el fogón, cómales, ollas y platos de barro. Hoy las casas cuentan con muebles comprados en tiendas, con equipo electrodoméstico actual, dicen los vecinos que están orgullosos de tener acceso a equipos modernos.
En los setentas muchos hombres nahuas iban dejando poco a poco la indumentaria tradicional para vestirse con ropa informal, este cambio se dio drásticamente por la cercanía con la ciudad de Huauchinango. Sin embargo, una gran parte de las mujeres aun conserva su vestimenta tradicional denominado indígena, solo son las mujeres de más de cuarenta años las que conservan esta vestimenta, la muchachas jóvenes ya se visten con ropa casual, y a veces son confundidas con muchachas de la ciudad.
Antaño el baño de vapor era tan necesario para la curación y limpieza de la gente, actualmente se ha ido sustituyendo por duchas. Según se dice que esta desaparición acelerada es a causa de poco espacio en la comunidad.
En el reparto del trabajo agrícola por sexo, se expresa y justifica sin reticencias entre los hombres de Cuacuila, las mujeres son demasiado débiles para escardar; abonar, trasplantar son trabajos fáciles que no requieren de habilidades ni fuerzas especiales, por lo que si pueden colaborar las mujeres. Pareciera evidente que la actividad agrícola constituye un atributo masculino, sin embargo esto a veces no es así, las mujeres detentan una parte de la competencia agrícola que sobre pasa las tareas que se les confían habitualmente. En caso de necesidad, si una familia es demasiado pobre como para controlar a un peón, podrá verse obligada las mujeres manejando un azadón y machete para trabajar, incluso cuando no existían hombres en las familias, las mujeres asumen la dirección de las labores de cultivo, cosecha y manejo de los peones. Esta competencia agrícola se muestra hoy en día en la capacidad de responder sobre los detalles, secuencias operativas en la agricultura, las dificultades, temporadas de cultivos y precisar las técnicas que se utilizan. Actualmente la gente joven sigue emigrando a otros lugares con el fin de tener una mejor de vida.

## Geografía
El relieve de estas zonas son montañosas con clima templado, abundantes lluvias y la neblina que se presenta durante la mayor parte del año, de tal manera permitió la formación de manantiales alrededor de Cuacuila, y sus habitantes denominaron un nombre propio para cada manantial, tales como: Ameli tlalnepantla', Ameli itstikapa, Ameli atitla tlakpak, Ameli (), Ameli kuikoyanatl, Ameli Xaltepek u'tli, Ameli atitla tunaya, Ameli kujpantunko u'tli, Ameli tlaltexkalko, Ameli tlatlixtentli, estos manantiales se mantienen siempre con vida en todo el año y de esta forma han subsistido sus habitantes y esto fue fundamental durante su desarrollo.
Entre sus riquezas naturales de esta región permitía la variedad de frutas tales como: la granada, guayaba, el capulín, el zapote, la mora, el durazno, el aguacate, el espinoso etc.
En la medicina se ha practicado mediante hierbas curativas a través de los conocimientos de sus ancestros.

## La feria del tamal
Es una fiesta que inició en el año 2001, la fecha del “Día del Padre”, fue marcada como el momento ideal para el festejo de la comunidad de Cuacuila, comunidad que lleva a cabo una feria patronal ya calendarizada y conocida como “Feria de la Candelaria”. 
La “Feria del Tamal” fue ideada como una forma de convivencia de la comunidad con los visitantes, en primera idea proyectada para la gente de Huauchinango, después las visitas se incrementaron, tanto que llegan desde distintos puntos de la región y de otros estados. Los tamales que se manufacturan se regalan en su totalidad a los visitantes. 
Para la elaboración de lo tamales se convoca a las señoras que cocinan el tradicional alimento, “se llaman a unas 30 a 36 señoras, se les apoya económicamente para los ingredientes y ellas se encargan de hacer de manera tradicional los tamales, cada señora cocina entre 700 y mil tamales de todos sabores y modos, de frijol, de mole, de rojo, de verde, los canaxclitos, los de puñete, con huevo adentro”. 
La organización va en responsabilidad de un comité que se comisiona para dicha feria, este se encarga de conseguir el patrocinio para la fiesta, para cubrir gastos de la organización pero el mayor gasto se va en el pago a las personas que se encargan de elaborar los tamales que se regalarán. 
Hasta el momento, el mayor patrocinio que se ha recibido es de la presidencia municipal de Huauchinango, después viene el sector comercial y las participaciones que le tocan a la comunidad. Los políticos también intervienen económicamente cuando se avecina una contienda electoral.